# چارو مازومدار
چارو مازومدار (انگلیسی: Charu Majumdar؛ ۱۲ مارس ۱۹۱۸ – ۲۸ ژوئیهٔ ۱۹۷۲) یک کمونیسم انقلابی هندی است. او در سال ۱۹۱۸ در یک خانواده مالکی پیشرو به دنیا آمد و بعدها به نهضت ستیزه‌جویان پیوست.

## زندگی‌نامه
او در سال ۱۹۱۸ در شیلیگوری متولد شد. پدرش یک مبارز آزادی بود. وی در سال ۱۹۳۸ از کشور خارج شد. در ۱۹۴۶ او به جنبش تباگا در منطقه جالپاگور پیوست. او در سال ۱۹۶۲ برای مدت کوتاهی زندانی شد. در درگیریهای نظامی شرکت داشت. این جنبش دیدگاه او را از یک مبارزه انقلابی شکل داد. وی سه سال را در زندان گذراند.